# Карпентер, Карен
Ка́рен Энн Ка́рпентер (англ. Karen Anne Carpenter; 2 марта 1950 года, Нью-Хейвен, Коннектикут, США — 4 февраля 1983 года, Дауни, Калифорния, США) — американская певица и барабанщица.
С 1969 года до своей смерти была участницей группы Carpenters, основанной ею вместе с братом Ричардом.

## Биография и карьера
Карен Энн Карпентер родилась 2 марта 1950 года в Нью-Хейвен (штат Коннектикут, США) в семье Агнес Риуэр Татум и Гарольда Бертрама Карпентера. К тому моменту в семье уже был сын Ричард (род. 1946).
В юности Карпентер любила играть в бейсбол, а её брат с юности проявлял интерес к музыке. Сама Карпентер увлеклась музыкой позже.
В июне 1963 года семья Карпентер переехала в пригород Лос-Анджелеса — Дауни. Пойдя там в среднюю школу, Карен Карпентер впервые проявила серьезный интерес к музыке. В оркестре маршевых барабанщиков она играла на металлофоне.
Вдохновившись игрой на барабане одного из оркестрантов, Фрэнки Чавеза, Карпентер стала настукивать ритмы к своим любимым музыкальным записям, используя в качестве барабанной установки барные стулья и палочки для еды.
В 1965 году Ричард Карпентер основал The Richard Carpenter Trio, в которую входили, помимо Ричарда (клавишные), Карен Карпентер (ударные) и Вес Джейкобс (бас-гитара и туба). 24 июня 1966 года трио победило на престижном конкурсе музыкантов-любителей «Битва музыкальных банд» (англ. Battle of Bands). В 1967 году Ричард организовал новую группу под названием Spectrum и заключил контракт со звукозаписывающей компанией RCA Records. В 1969 году группа сменила название на The Carpenters и подписала контракт с компанией A&M Records.
С 1970 по 1984 годы 17 синглов группы попали в американский хит-парад Top 20 Hits. Carpenters имеют 10 «золотых» синглов, девять «золотых» альбомов, шесть «мультиплатиновых» альбомов. Они трижды становились обладателями премии «Грэмми». На сегодняшний день продано свыше 100 млн записей группы.
После смерти Карен Карпентер от сердечного приступа в 1983 году Ричард записал два сольных альбома, не имевших коммерческого успеха.
12 октября 1983 года Carpenters получили звезду на голливудской «Аллее славы».

## Личная жизнь
31 августа 1980 года Карпентер вышла замуж за Томаса Джеймса Бёрриса. Брак не был счастливым, и в ноябре 1981 года пара подала на развод, но развестись до смерти Карен Карпентер они не успели.

## Смерть
С 1967 года Карпентер начала сидеть на диетах и к 1975 году очень значительно похудела.
4 февраля 1983 года Карпентер стало плохо с сердцем в доме родителей. Она была доставлена в больницу, где скончалась спустя 20 минут. Причиной смерти была названа сердечная недостаточность, вызванная анорексией. Была похоронена 8 февраля. Томас Джеймс Бёррис, с которым к моменту смерти Карпентер находилась в бракоразводном процессе, снял своё обручальное кольцо и бросил его в гроб.